# Обжа (коммуна)
Обжа́ или Обжат (фр. Objat, окс. Ajac) — коммуна во Франции, находится в регионе Лимузен. Департамент — Коррез. Входит в состав кантона Эйан. Округ коммуны — Брив-ла-Гайард.
Код INSEE коммуны — 19153.
Коммуна расположена приблизительно в 410 км к югу от Парижа, в 70 км южнее Лиможа, в 28 км к западу от Тюля.

## Население
Население коммуны на 2008 год составляло 3615 человек.
| 1962 | 1968 | 1975 | 1982 | 1990 | 1999 | 2008 |
| ---- | ---- | ---- | ---- | ---- | ---- | ---- |
| 2455 | 2701 | 3077 | 3211 | 3163 | 3368 | 3615 |

## Администрация
| Период | Период | Фамилия        | Партия                    | Примечания |
| ------ | ------ | -------------- | ------------------------- | ---------- |
| 1967   | 1971   | Клеман Шевалье |                           |            |
| 1971   | 1983   | Роже Шассен    |                           |            |
| 1983   | 2007   | Жак Лаграв     | Союз за народное движение |            |
| 2007   |        | Филипп Видо    | Союз за народное движение |            |

## Экономика
В 2007 году среди 2060 человек в трудоспособном возрасте (15-64 лет) 1478 были экономически активными, 582 — неактивными (показатель активности — 71,7 %, в 1999 году было 70,2 %). Из 1478 активных работали 1377 человек (716 мужчин и 661 женщина), безработных было 101 (36 мужчин и 65 женщин). Среди 582 неактивных 161 человек были учениками или студентами, 250 — пенсионерами, 171 были неактивными по другим причинам.

## Города-побратимы
- Хайльсбронн (Германия)

## Фотогалерея

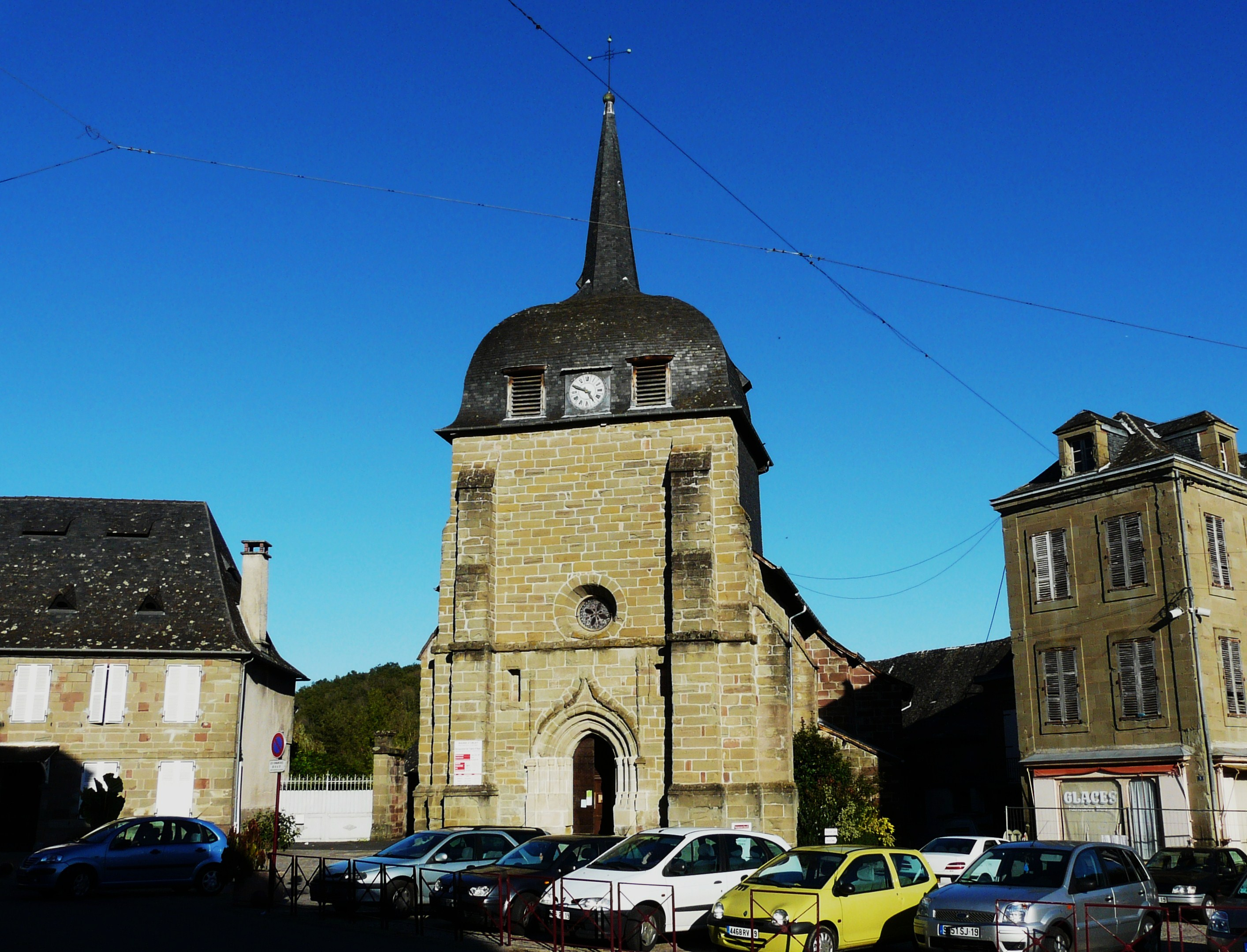
Церковь Сен-Бартелеми
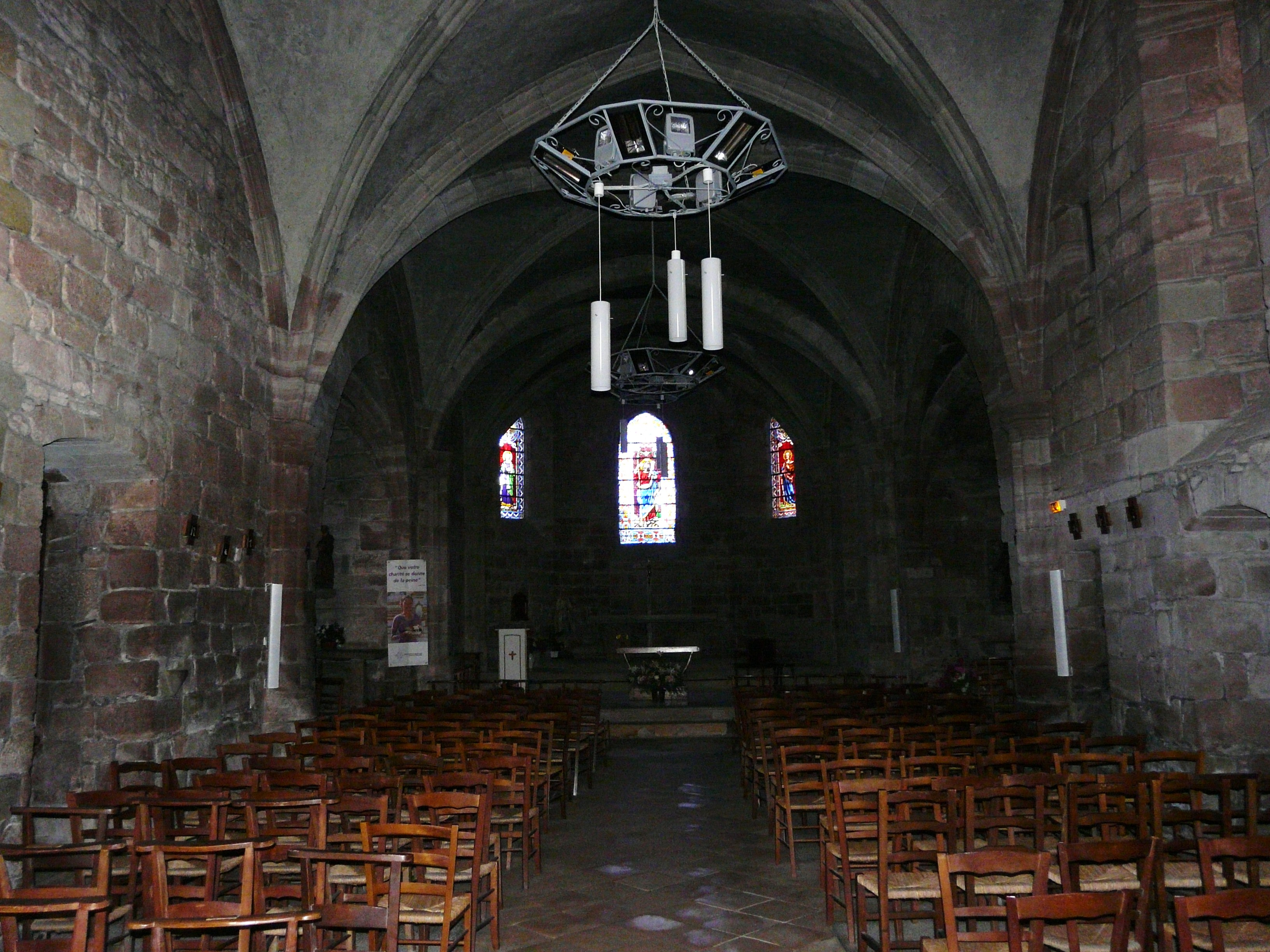
Интерьер церкви Сен-Бартелеми
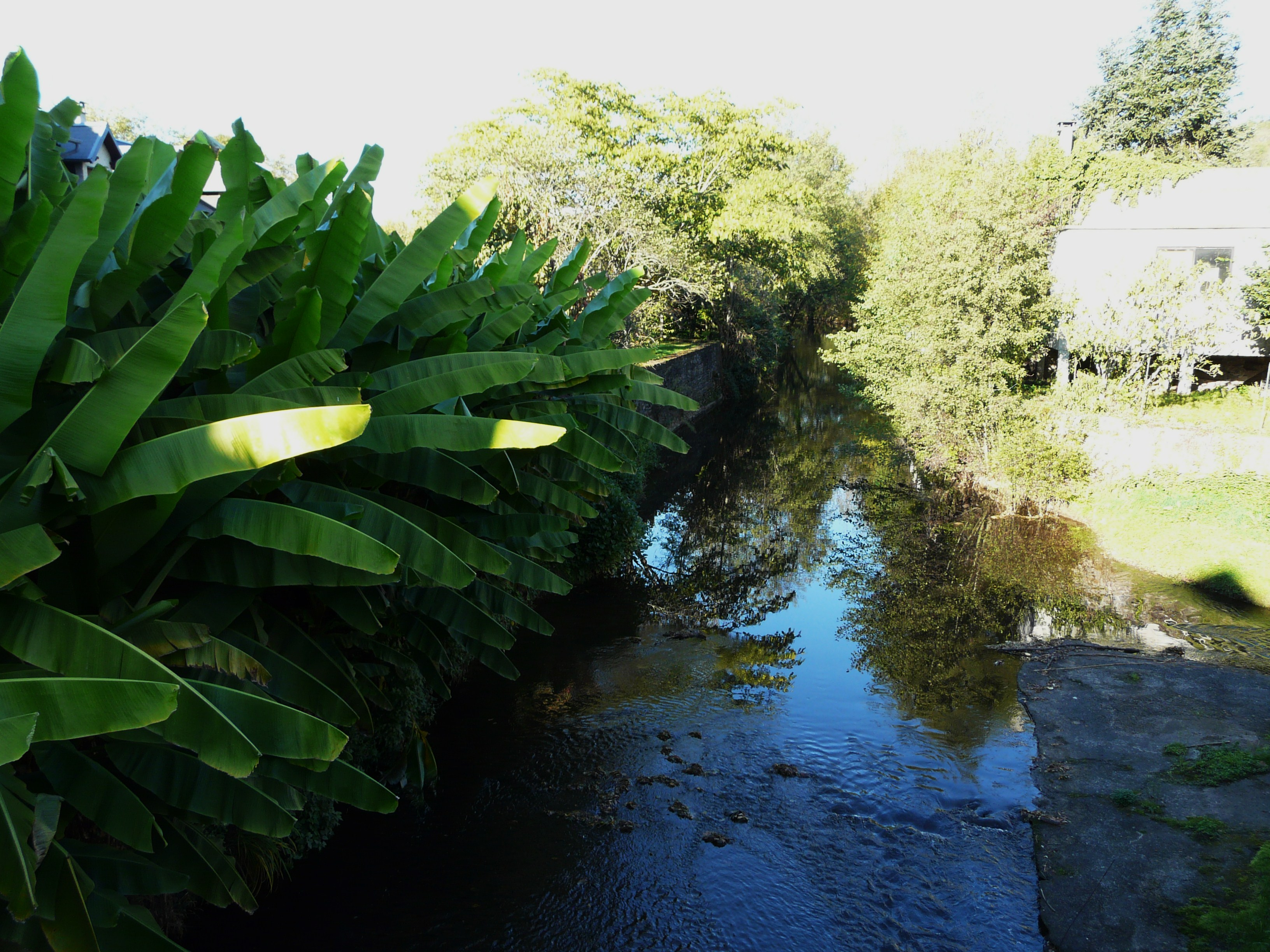
Река Луар
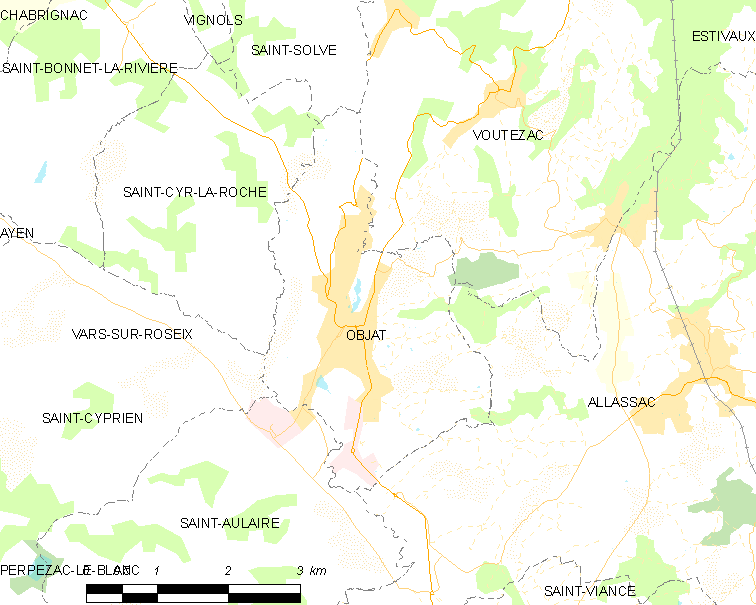
Карта коммуны